# Matías Soto
Matías Soto (ur. 27 kwietnia 1999 w Copiapó) – chilijski tenisista.

## Kariera tenisowa
W karierze dotarł do jednego finału turnieju cyklu ATP Tour w grze podwójnej. W karierze zwyciężał w dwóch turniejach rangi ITF w grze pojedynczej i w jednym w grze podwójnej.
W rankingu gry pojedynczej najwyżej był na 525. miejscu (15 sierpnia 2022), a w klasyfikacji gry podwójnej na 283. pozycji (10 kwietnia 2023).

### Finały w turniejach ATP Tour
| Legenda                                      |
| -------------------------------------------- |
| Wielki Szlem                                 |
| Igrzyska olimpijskie                         |
| Tennis Masters Cup / ATP Finals              |
| ATP Masters Series / ATP Tour Masters 1000   |
| ATP International Series Gold / ATP Tour 500 |
| ATP International Series / ATP Tour 250      |

#### Gra podwójna (0–1)
| Końcowy wynik | Nr | Data         | Turniej  | Nawierzchnia | Partner             | Przeciwnicy                        | Wynik finału    |
| ------------- | -- | ------------ | -------- | ------------ | ------------------- | ---------------------------------- | --------------- |
| Finalista     | 1. | 5 marca 2023 | Santiago | Ceglana      | Thiago Seyboth Wild | Andrea Pellegrino Andrea Vavassori | 4:6, 6:3, 10–12 |